# リアル (Syrup16gの曲)
「リアル」は、日本のバンドSyrup 16gの3枚目のシングルである。2004年3月24日発売。発売元はコロムビアミュージックエンタテインメント。

## 概要
一般流通発売としてのシングルは本作が最後となっている。

## 収録曲
1. リアル(7:29)
作詞・作曲：五十嵐隆、編曲：Syrup 16g・河野圭
2. うお座(4:11)
作詞・作曲：五十嵐隆、編曲：Syrup 16g・河野圭

## 収録アルバム

### リアル
- オリジナル『Mouth to Mouse』（2004年4月21日）
※album Ver.
※single Ver.(2010年の再発盤のみ収録)
- ベスト『動脈』（2006年8月23日）
※Single ver.

### うお座
- オリジナル『Mouth to Mouse』（2004年4月21日）
※album mix.